# 메시어 이브라임
메시어 이브라임(Monsieur Ibrahim Et Les Fleurs Du Coran)은 미국에서 제작된 프랑수와 뒤페롱 감독의 2003년 드라마 영화이다. 오마 샤리프 등이 주연으로 출연하였고 로랑 페틴 등이 제작에 참여하였다.

## 출연

### 주연
- 오마 샤리프
- 피에르 보랭거

### 조연
- 질베르트 멜키
- 이자벨 르노
- 로라 네이마크
- 앤 수아레즈

## 제작진
- 미술: 카샤 비스콥
- 의상: 캐서린 부샤드
- 배역: 브리짓 므와동

## 같이 보기
- 수피파